# Trochoideus mirabilis
Trochoideus mirabilis es una especie de coleóptero de la familia Endomychidae.

## Distribución geográfica
Habita en las Filipinas.